# Henry Hall (musicien)
Pour les articles homonymes, voir Henry Hall et Hall.
Henry Robert Hall, né le 2 mai 1898 à Peckham, dans le sud de Londres et mort le 28 octobre 1989 à Eastbourne, dans le Sussex, est un chef d' orchestre anglais qui se produit régulièrement sur la BBC dans les années 1920 et 1930 et jusqu'aux années 1960.

## Biographie

### Enfance et début de carrière
Henry Hall naît à Peckham, dans le sud de Londres, en Angleterre. Il décroche une bourse au Trinity College of Music où il étudie la trompette, le piano, l'harmonie et le contrepoint.
Son premier emploi est copiste au siège de l'Armée du salut pour laquelle il écrit plusieurs marches. Pendant la Première Guerre mondiale, il sert avec la Royal Field Artillery (en) et joue de la trompette et du piano dans la fanfare du régiment.
Sa carrière musicale met du temps à démarrer, mais, finalement, il est engagé par le London, Midland and Scottish Railway pour prendre en charge l'orchestre dans leur grande chaîne d'hôtels de l'époque, y compris au Gleneagles Hotel, où il dirigeait auparavant l'orchestre.
Il décrit dans son autobiographie, Here's to the Next Time, qu'un jeudi d'octobre 1923, il rencontre Margery Harker, alors qu'il se rend en train à Dartmoor. Il mentionne que lui et Margery ont à peu près le même âge et se trouvent, après discussion sur la production CB Cochran sur la comédie musicale Little Nellie Kelly et sur la version de Paul Whiteman sur " Till My Luck come Rolling Along ", beaucoup de points communs. Deux jours seulement après leur rencontre, ils se fiancent et se marient en janvier 1924, à St. George's, Hanover Square, à Londres,. Henry et Margery ont deux enfants, Mike et Betty. En juin 1924, lors de la soirée d'ouverture de l'hôtel Gleneagles, Henry Hall persuade la BBC de diffuser l'événement à la radio, ce qui commence sa longue association avec la BBC.

### Années 1930
C'est de l'hôtel Gleneagles que la BBC l'emmène en 1932 pour succéder à Jack Payne (en) en tant que chef d'orchestre du BBC Dance Orchestra. À 17 h 15 chaque jour de la semaine, son émission de radio de Broadcasting House rassemble un énorme public à travers le pays. Son morceau de signature est « It's Just the Time for Dancing », et il conclut généralement par « Here's to the Next Time ».
En 1932, il enregistre les chansons « Here Comes the Bogeyman » et « Teddy Bears' Picnic » avec son orchestre de la BBC, mettant en vedette le chanteur Val Rosing (en). Cette dernière chanson acquiert une énorme popularité et se vend à plus d'un million d'exemplaires. En 1934, sa popularité est confirmée lorsque son orchestre est en tête d'affiche au London Palladium.
Entre 1932 et 1936, Henry Hall et le « BBC Dance Orchestra » sort un 78 tours sur lequel figure une chanson nommée « Le touquet » et dédiée à la station balnéaire française, avec un fort caractère anglais, et très en vogue à cette époque outre Manche.
Il figure dans le documentaire BBC The Voice of Britain (1935), la source du clip « This is Henry Hall Speaking » est très utilisé dans les documentaires sur cette période.
En 1936, Henry Hall réalise son premier long métrage et la même année, il est chef invité de l'orchestre du paquebot lors du voyage inaugural du Queen Mary.
En 1937, le BBC Dance Orchestra joue pour l'ouverture du Gaumont State Cinema à Kilburn, Londres. La même année, il quitte la BBC et part en tournée avec son propre orchestre, qui comprend de nombreux membres de son groupe du BBC Dance Orchestra. Il se produit dans les salles de Grande-Bretagne et d'Europe et suscite la controverse en interprétant des chansons de compositeurs juifs à Berlin en février 1938.

### Années suivantes

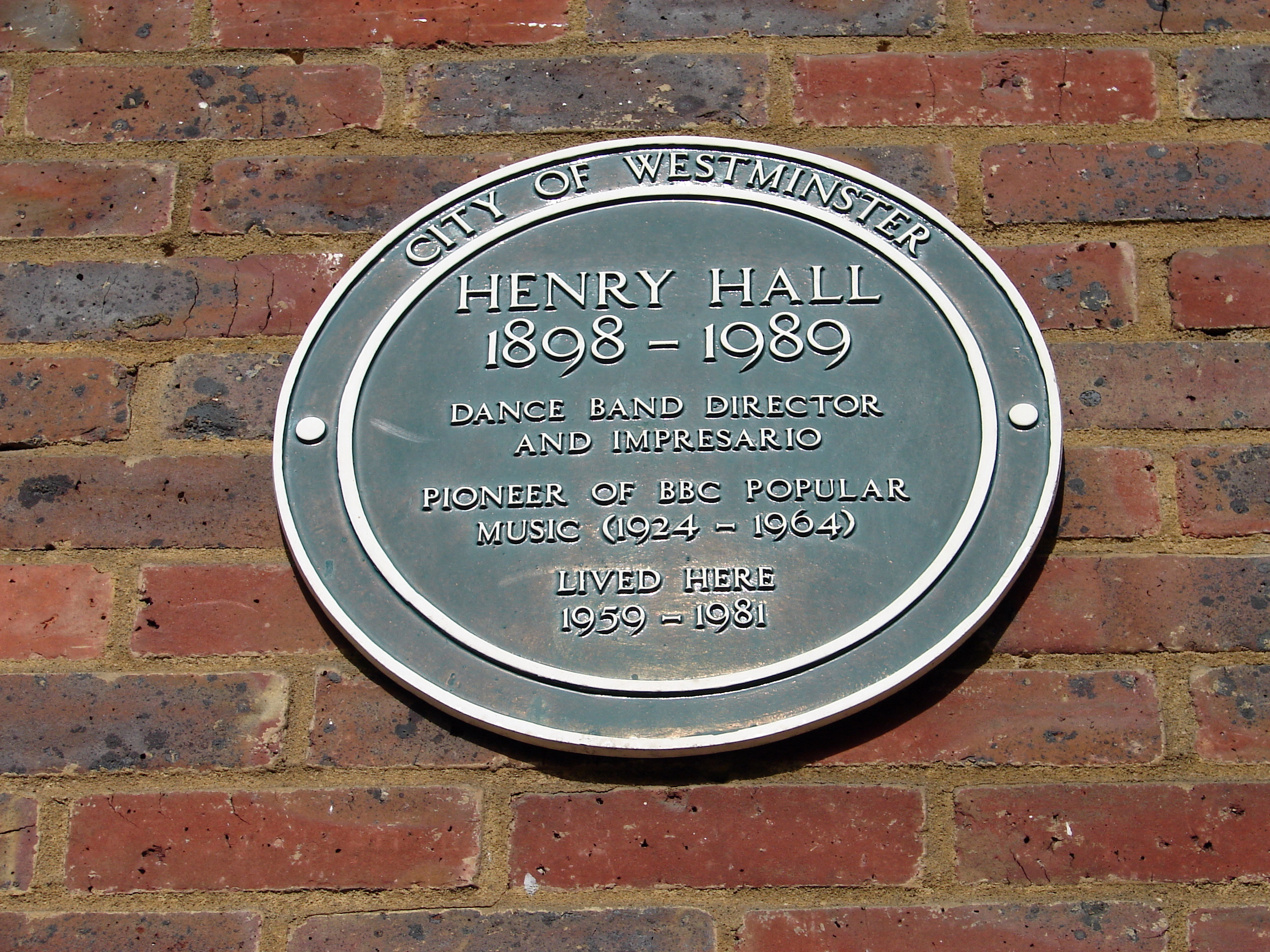
La plaque commémorative à Maida Vale.

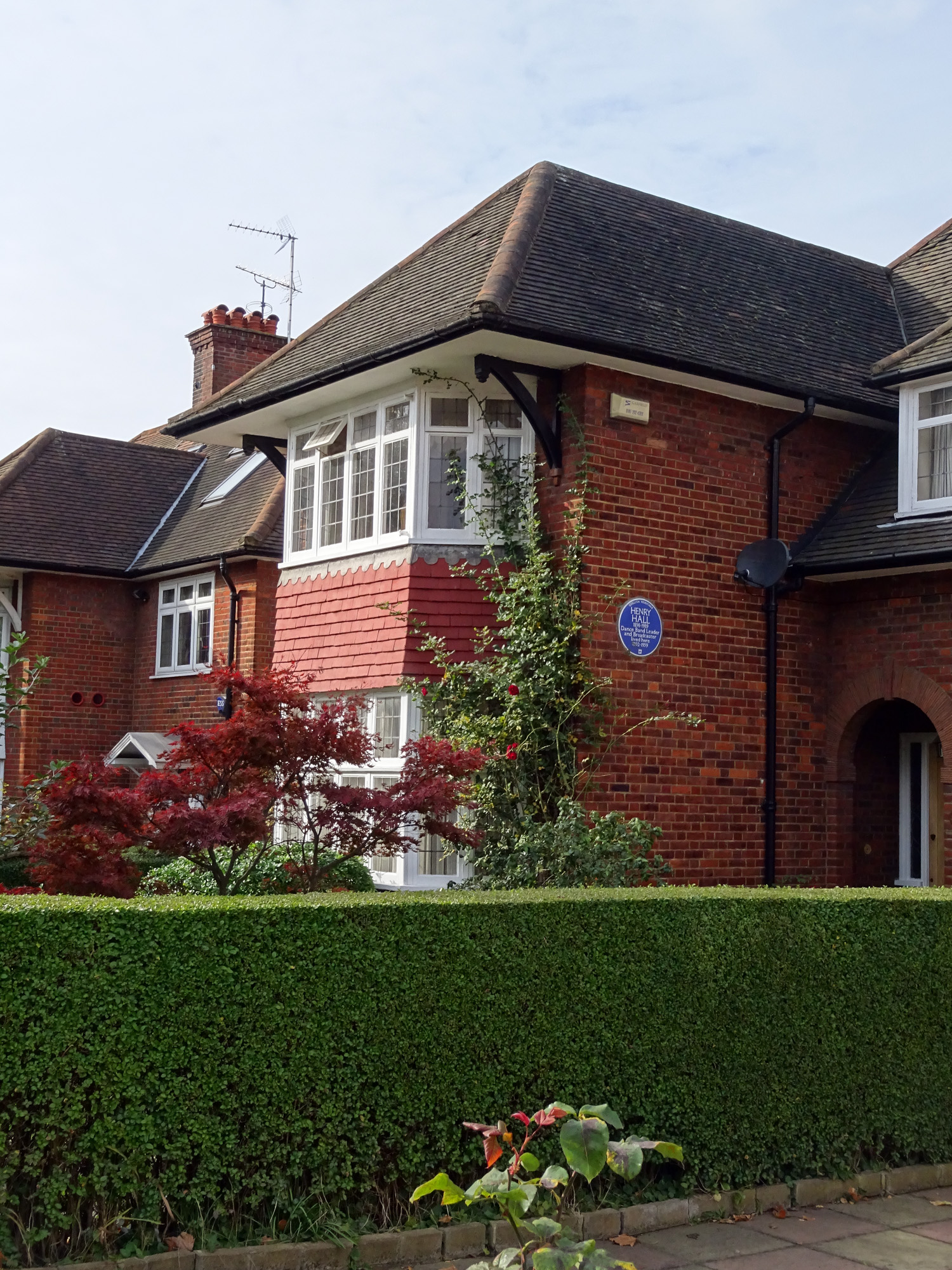
Sa maison à Cricklewood.

Pendant la Seconde Guerre mondiale, Henry Hall joue pour les troupes et donne des concerts et des spectacles dans des usines de toute la Grande-Bretagne. Beaucoup de ses concerts passent dans l'émission « Guest Night ». De juin à novembre 1943, « Guest Night » est remplacé par « Henry Hall's Rhythm Entertainment » destiné à fournir des divertissements radio aux troupes en outre-mer.
Après la guerre, il développe ses intérêts dans le show business, devenant en quelque sorte un agent et un producteur. À la BBC, il anime l'émission Henry Hall's Guest Night à la radio et plus tard à la télévision. Il participe au lancement de l'émission télévisée Face the Music.
En 1955, il publie son autobiographie Here to the Next Time et la dédie à sa femme.
Il cesse ces émissions en 1964 et est nommé commandeur de l'ordre de l'Empire britannique (CBE), en 1970.
Il meurt à Eastbourne, Sussex, en octobre 1989.
Une plaque commémorative est apposée sur son ancienne maison au 8 Randolph Mews, dans le quartier de Maida Vale à Londres, et est dévoilée le 2 mai 1996. Une plaque bleue lui rend hommage au 38 Harman Drive dans le district de Cricklewood à Londres, où il a vécu entre 1932 et 1959.